# Prix Käthe-Kollwitz
Le prix Käthe-Kollwitz est un prix artistique créé en 1960 par l'Académie des arts de la République démocratique allemande et dénommé ainsi en hommage à l'artiste Käthe Kollwitz.
Depuis le début, les lauréats peuvent être des artistes qui sont connus à l'échelle nationale et internationale ou qui travaillent à l'écart du grand public et du marché de l'art. 
Le prix est décerné chaque année par l'Académie des arts de la RDA, puis l'Académie des arts de Berlin et récompense un artiste des arts visuels pour une création ou pour l'ensemble de son œuvre. Il est attribué par un jury dont les membres sont renouvelés tous les ans. La dotation est de 12 000 euros. En outre, l'Académie organise pour le lauréat une exposition et publie un catalogue. Depuis 1992, le prix est cofinancé par la Kreissparkasse Köln (caisse d'épargne de Cologne), mécène du musée Käthe-Kollwitz à Cologne.

## Lauréats du prix Käthe-Kollwitz

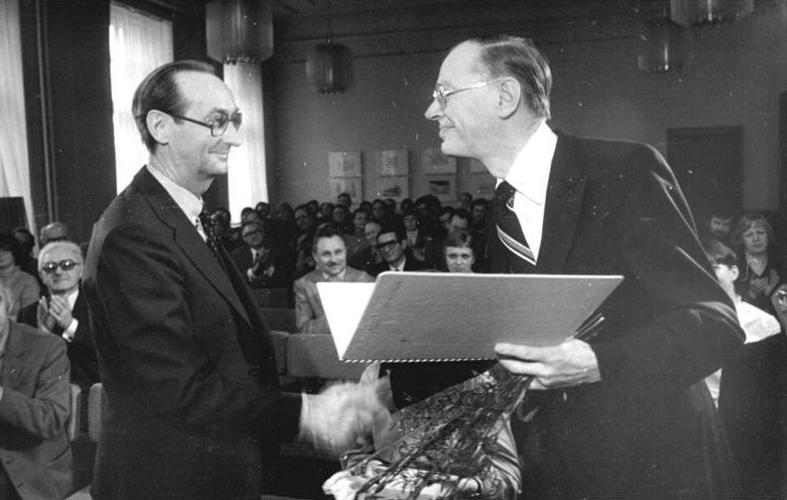
Werner Klemke remet le prix Käthe-Kollwitz à Werner Tübke (1980).

- 2019 Hito Steyerl
- 2018 Adrian Piper
- 2017 Katharina Sieverding
- 2015 Bernard Frize
- 2012 Douglas Gordon
- 2010 Mona Hatoum
- 1999 Mark Lammert
- 1998 Miriam Cahn
- 1996 Martin Kippenberger
- 1980 Werner Tübke
- 1975 Werner Stötzer
- 1971 Curt Querner
- 1967 Otto Nagel
- 2022 Nan Goldin